# Нярош-Горонда
Нярош-Горонда — село в Україні, в Закарпатській області, найменше село в Берегівському районі. Розташована Нярош-Горонда в трьох кілометрах в бік від траси Берегово-Мукачево, між селами Яноші та Гать, серед полів осушеного Чорного Мочара.
Старі назви: 1898: Nyáras-Gorond, 1907: Nyárasgorond, 1913: Nyárasgorond, 1944: Nyárasgorond
Населений пункт знятий з обліку у зв'язку з переселенням жителів. Рішення прийняла Закарпатська обласна рада 12.07.1991 р. Дата опублікування 01.10.1991 р. («Відомості Верховної Ради України» № 40, стор. 1140).
Закарпатська обласна Рада народних депутатів рішенням від 12 липня 1991 року зняла з обліку село Нярош-Горонда Гатянської сільради Берегівського району
Було засноване на межі 19 та 20 ст. як хутір, разом із іншим — Чикош-Горонда. Обидва хутори відносилися до господарства Шенборнів. Тут проживали селяни та сезонні робочі з гірських сіл, які займалися землеробством та тваринництвом, випасаючи кількасот голів великої рогатої худоби. В 1900 році на двох хуторах проживало 357 селян.
У 1928 році сім'я Шенборнів продала свої угіддя Акціонерному Товариству «Латориця». В радянський час в сусідньому селі Гать, був влаштований племінний завод «Закарпатський», на фермах «Нярошки» (побутової назви хутора Нярош-Горонда).